# Żelazna Gwardia
Żelazna Gwardia (rum. Garda de Fier) – faszystowska i skrajnie prawicowa organizacja polityczna, działająca w Rumunii w latach 1927–1941. Założona przez C.Z. Codreanu, początkowo pod nazwą Legion Michała Archanioła (rum. Legiunea Arhanghelul Mihail). Od września 1940 roku do stycznia 1941 roku ugrupowanie nosiło nazwę Ruch Legionowy i było częścią faszystowskiego, proniemieckiego rządu Iona Antonescu. W styczniu 1941 roku po nieudanej próbie dokonania zamachu stanu zostało jednak zdelegalizowane.
Główne elementy ideologii ugrupowania to antysemityzm, rasizm, nacjonalizm, kult przywódcy, mistycyzm i antykomunizm. Mistycyzm gwardii odwoływał się do tradycji Rumuńskiego Kościoła Prawosławnego. Symbolem organizacji była początkowo swastyka, potem czarny potrójny krzyż na zielonym tle w kształcie krzyża tzw. „Krzyż Michała Archanioła” (rum. Crucea Arhanghelului Mihail). Wyróżnikiem jej były zielone koszule (rum. Cămășile verzi). Organizacja utrzymywała żywe kontakty z NSDAP, faszystami włoskimi i polskim ugrupowaniem RNR Falanga.
W 1937 roku organizacja liczyła sobie około 270 000 członków i była trzecim co do wielkości ruchem faszystowskim w Europie w latach trzydziestych.
Żelazna Gwardia prowadziła działalność terrorystyczną, m.in. mordując dwóch premierów Rumunii: Iona Dukę (29 grudnia 1933) i Armanda Călinescu (21 września 1939). W 1940 roku, w okresie sprawowania władzy, zamordowała także kilkudziesięciu polityków opozycji w tym Nicolae Iorgę i Virgila Madgearu. Organizowała pogromy i prześladowania Żydów w czasie II wojny światowej. Ideologowie ugrupowania głosili program eksterminacji Żydów.

## Nazwy ugrupowania

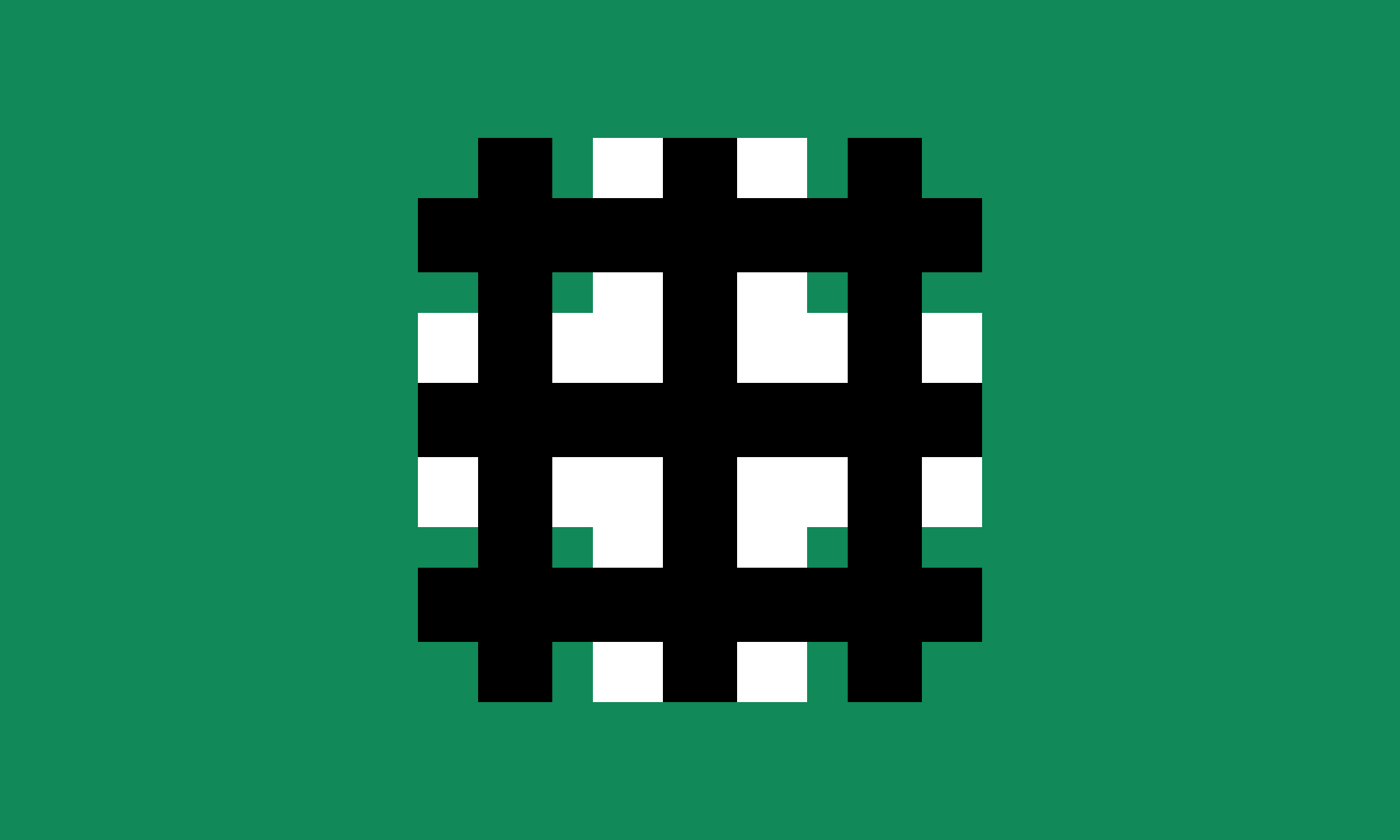
Flaga z Krzyżem Michała Archanioła – symbolem rumuńskiej Żelaznej Gwardii

- 1927–1930: Legion Michała Archanioła (rum. Legiunea Arhanghelul Mihail)
- 1930–1935: Żelazna Gwardia (rum. Garda de Fier)
- 1935–1940: Wszystko dla ojczyzny (rum. Totul pentru Țară)[15]
- 1940–1941: Ruch Legionowy (rum. Mișcarea Legionară)

## Historia

### Okres przywództwa Codreanu (1927–1938)

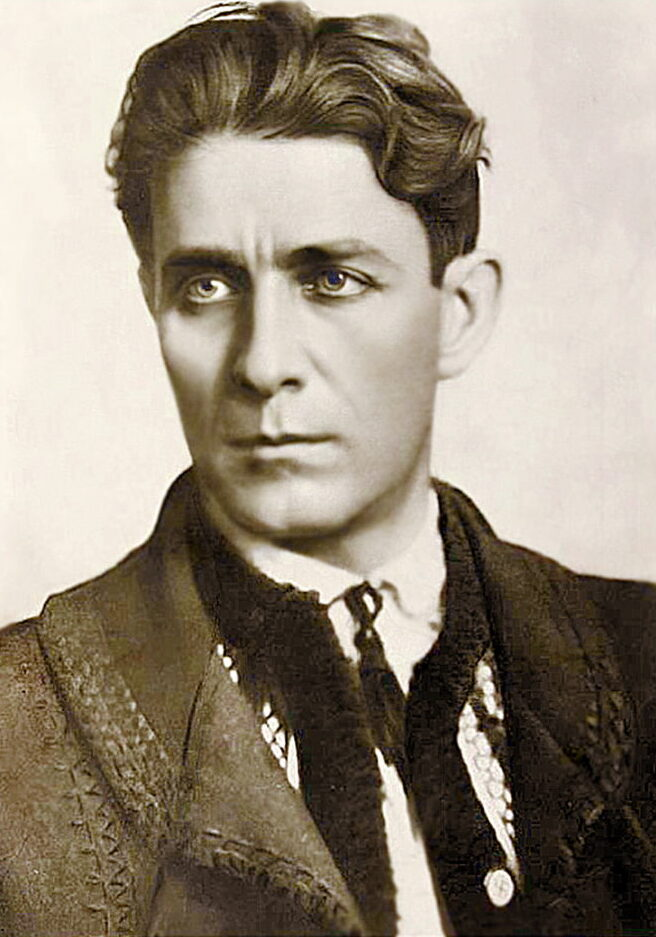
Corneliu Zelea Codreanu, założyciel Żelaznej Gwardii

Legion Archanioła Michała został utworzony 24 czerwca 1927 roku w mieście Jassy przez grupę około 19 osób. Na czele organizacji stanął 28-letni wówczas Corneliu Zelea Codreanu. Powstanie Legionu było rezultatem rozłamu w partii Liga Obrony Narodowo-Chrześcijańskiej (rum. Liga Apărării Național Creștine – LANC), założonej przez Alexandru C. Cuzę. Nazwa ugrupowania nawiązywała do Archanioła Michała, który symbolizował walkę z szatanem i sprzeciw wobec zła. Codreanu był wówczas znany w Jassach jako osoba, która w 1925 roku zamordowała prefekta policji, który był nieprzychylny studentom-narodowcom.
Początkowo, do grudnia 1929 roku, Legion nie prowadził żadnej działalności zewnętrznej, stanowił jedynie rodzaj zakonu. Członkowie grupy mieszkali wspólnie w zbudowanym własnymi rękami domu w Jassach. W 1930 roku siedziba Legionu została przeniesiona z Jass do stolicy kraju Bukaresztu, liczebność ugrupowania rosła, w jego szeregach byli wówczas m.in. Mircea Eliade i Emil Cioran.
W 1930 roku Codreanu utworzył podległą Legionowi bojówkę o nazwie Żelazna Gwardia. Ugrupowanie Codreanu stało się znane właśnie pod tą nazwą, dlatego potocznie utożsamia się Legion Archanioła Michała z Żelazną Gwardią. Umundurowaniem Żelaznej Gwardii były zielone koszule, Codreanu przyjął tytuł kapitana.
W tym samym roku doszło do pierwszych zamachów terrorystycznych. Sympatyk Legionu Gheorge Beza oddał strzały i ranił podsekretarza stanu Constantina Anghelescu. W grudniu 1930 roku inny członek Legionu Constantin Dumitrescu-Zapada wszedł do biura redaktora naczelnego lewicowego dziennika Adevărul i próbował zastrzelić redaktora naczelnego gazety. Redaktor odniósł rany, udało mu się jednak przeżyć. Próby morderstw politycznych skłoniły rząd Rumunii do wydania zakazu działalności Legionu. Ugrupowanie zostało zdelegalizowane 3 stycznia 1931 roku.
Delegalizacja nie zakończyła jednak działalności ugrupowania. 29 grudnia 1933 roku członkowie grupy zamordowali premiera Iona Dukę. Ofiarami terrorystycznej działalności ugrupowania padli także liczni inni politycy czy nauczyciele akademiccy. Gwardziści organizowali także przemoc wobec Żydów, praktycznie codziennie niszczyli sklepy żydowskie, atakowali i bili studentów żydowskich.
| Wyniki wyborcze |                         |         |          |                 |
| Rok             | Nazwa                   | Głosów  | % głosów | liczba mandatów |
| 1931            | Grupa Corneliu Codreanu | 29 900  | 1,05     | 0/390           |
| 1932            | Grupa Corneliu Codreanu | 68 700  | 2,37     | 5/390           |
| 1937            | Wszystko dla ojczyzny   | 478 378 | 15,58    | 66/390          |

Pomimo tego, że Legion odrzucał demokrację i opowiadał się za rządami autorytarnymi, organizacja wystartowała w wyborach w 1931 roku, ale nie przekroczyła progu wyborczego, zdobyła jedynie 1,05% głosów. W kolejnych wyborach w 1932 roku zdobyła 2,37% głosów, przekroczyła próg wyborczy i zdobyła 5 mandatów. Najlepszy wynik osiągnęła w 1937 roku, gdy startując pod nazwą „Wszystko dla ojczyzny” zdobyła 15,58% głosów co przełożyło się na 66 mandatów w 390-osobowym parlamencie.
W 1938 roku król Karol II przeprowadził zamach stanu, narzucił nową konstytucję i zdelegalizował wszystkie partie polityczne, w tym także reprezentację polityczną Żelaznej Gwardii. 16 kwietnia 1938 roku Codreanu i kilka tysięcy członków jego ugrupowania zostało aresztowanych. Sąd wojskowy skazał Codreanu na 10 lat ciężkich robót. Od tego momentu władzę w Legionie przejął Horia Sima. 30 listopada 1938 roku Codreanu i 13 innych legionistów zostało zamordowanych w więzieniu wojskowym na obrzeżach Bukaresztu. Decyzję o represjach wobec legionistów podjął ówczesny premier Armand Călinescu. W akcie zemsty za represje Călinescu został zastrzelony przez legionistów 21 września 1939 roku. Mordercy Călinescu zostali skazani na karę śmierci a ich ciała powieszono na latarniach w Bukareszcie.

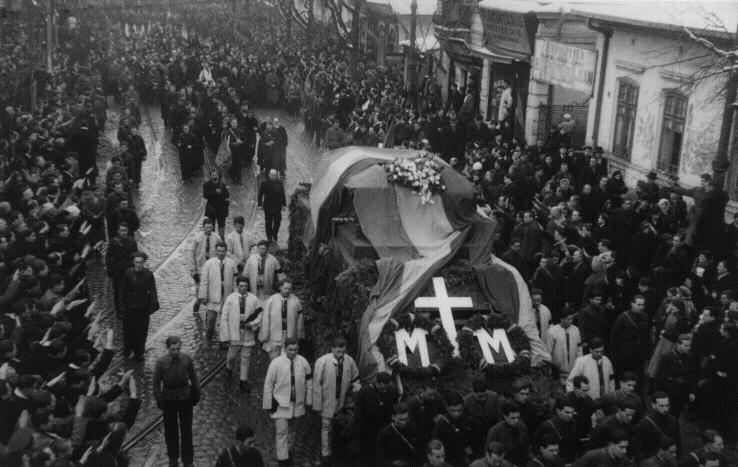
Pogrzeb Iona Moțy i Vasile Marina, dwóch członków Żelaznej Gwardii, którzy zginęli podczas wojny domowej w Hiszpanii (1936)

### Legion u władzy

#### Rząd Gigurtu
Organizacja została ponownie zalegalizowana w czerwcu 1940 roku. Było to związane ze zmianą polityki rumuńskich władz. Po upadku Francji król Karol II próbował ocalić tron poprzez zawarcie sojuszu z III Rzeszą. Powołał proniemiecki rząd Iona Gigurtu, do którego weszli przedstawiciele Żelaznej Gwardii. Przywódca ugrupowania Horia Sima objął stanowisko ministra sztuki i religii. Rząd prowadził politykę antysemicką, wprowadził w życie postulaty Żelaznej Gwardii – zakazał małżeństw mieszanych i ograniczył możliwość pobierania edukacji przez Żydów. Wprowadzono także represje wobec oponentów politycznych rządu, 1197 komunistów, antyfaszystów i działaczy lewicowych zostało internowanych w obozach w miejscowościach Miercurea-Ciuc i Caracal.

#### Rząd Antonescu
30 sierpnia 1940 doszło do drugiego arbitrażu wiedeńskiego, w wyniku którego Rumunia utraciła dużą część terytorium na rzecz Węgier. Wydarzenie to doprowadziło do abdykacji króla Karola II i przejęcia władzy przez faszystowski, proniemiecki rząd Iona Antonescu. We wrześniu 1940 roku członkowie Żelaznej Gwardii, która nosiła wówczas oficjalną nazwę Ruch Legionowy, weszli w skład rządu Antonescu, a jej przywódca Horia Sima został wicepremierem. Proklamowano powstanie tzw. „Narodowego Państwa Legionowego” (rum. Statul Național Legionar) i „narodową rewolucję legionową”.

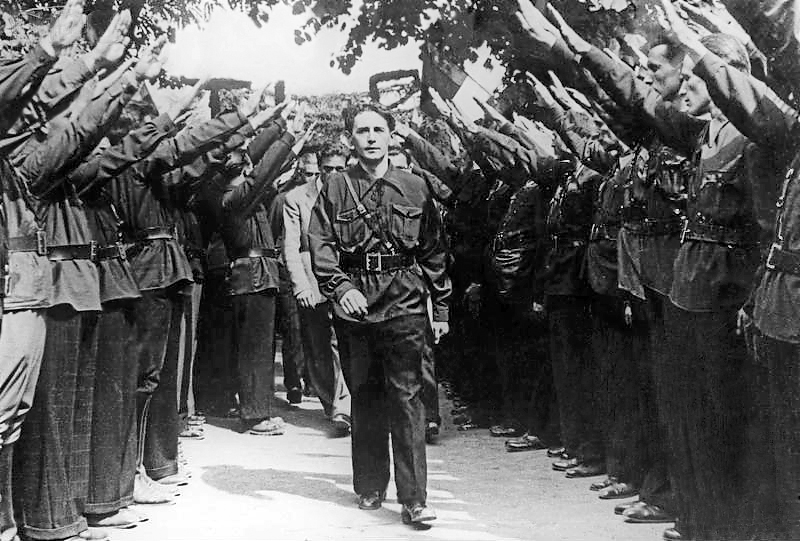
Horia Sima w otoczeniu legionistów w 1940 roku

Od września 1940 do 23 stycznia 1941 Gwardia była jedyną legalną organizacją polityczną w Rumunii, wszystkie inne partie zostały zdelegalizowane, ustanowiony został reżim o charakterze faszystowskim. Zawieszono konstytucję, rozwiązano parlament. Represje i czystki objęły wiele dziedzin życia i instytucji. Jednocześnie rozpoczęto kampanię terroru wymierzoną w polityków będących przeciwnikami ich ideologii – w dniach od 26 do 28 września 1940 w specjalnej akcji wymordowano 64 polityków, urzędników i wojskowych, którzy byli zaangażowani w represje wobec Żelaznej Gwardii i mord na Codreanu. W osobnych egzekucjach 27 listopada 1940 zamordowano byłego premiera, znanego historyka i działacza Partii Narodowo-Demokratycznej Nicolae Iorgę i polityka opozycji Virgila Madgearu. 23 listopada 1940 roku Rumunia dołączyła do paktu trzech, stała się sojusznikiem państw Osi.
Pod koniec 1940 wprowadzono kolejne ustawy antysemickie. Rząd zarządził, że dnia 31 grudnia 1940 wszyscy Żydzi zostaną zwolnieni z pracy i zatrudnieni do prac publicznych. Powołano także do życia obozy pracy dla Żydów i skonfiskowano wszystkie nieruchomości żydowskie. Gwardia organizowała pogromy, największym z nich był pogrom w Bukareszcie w styczniu 1941, podczas którego zginęło 120 Żydów, tysiące osób zostało rannych, zniszczono tysiące sklepów i domów żydowskich. W sumie od czerwca 1940 roku do czerwca 1941 na skutek przemocy ze strony rumuńskich żołnierzy i członków gwardii zginęło 272 Żydów.

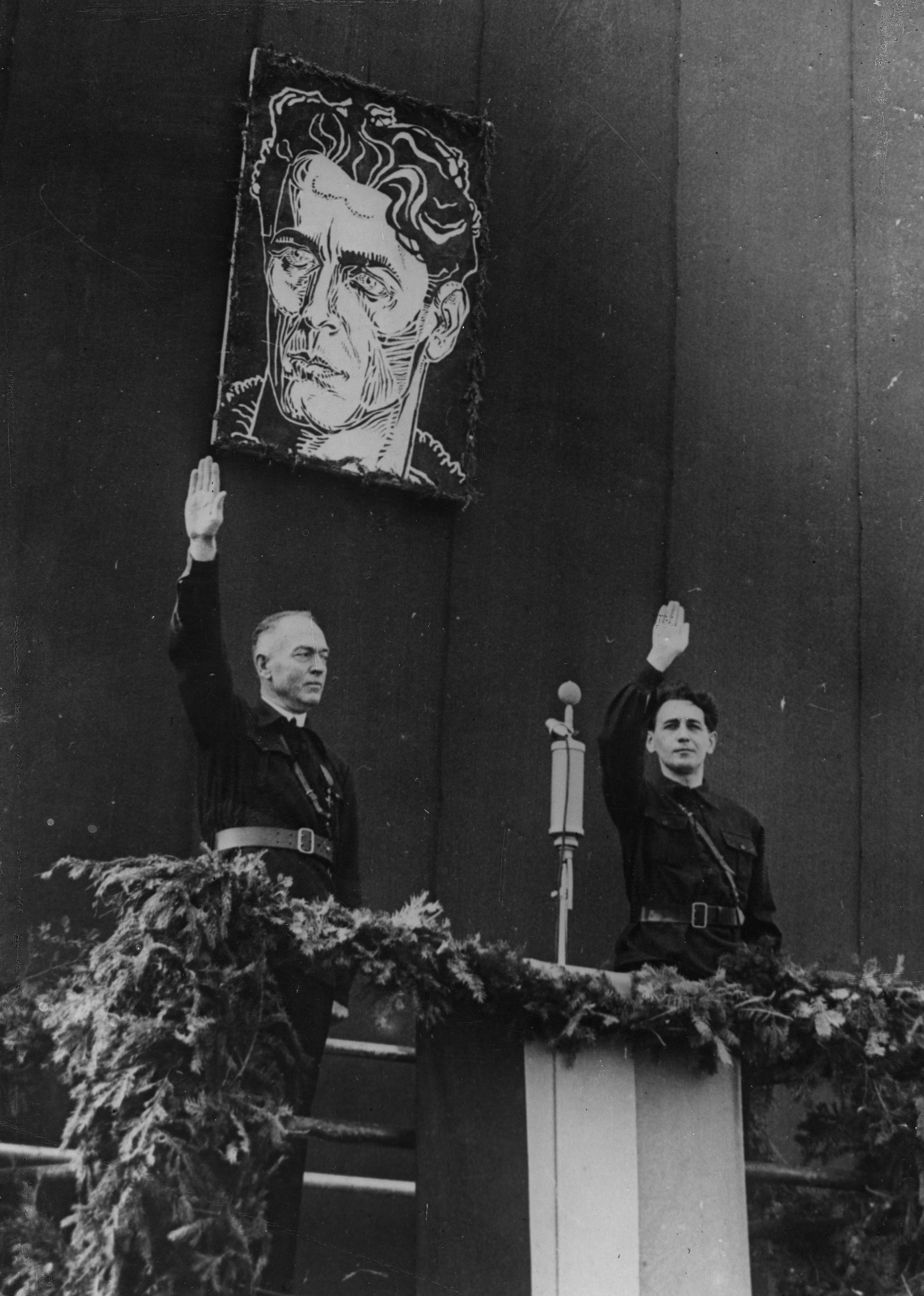
Ion Antonescu i Horia Sima, przywódcy tzw. „Narodowego Państwa Legionowego” (1940)

#### Próba puczu przeciwko Antonescu
18 stycznia 1941 roku w Bukareszcie doszło do zabójstwa niemieckiego oficera zajmującego się dostawami dla Wehrmachtu. Przyczyny morderstwa nie są do końca wyjaśnione, wydarzenie stało się jednak pretekstem do konfrontacji pomiędzy Antonescu i Żelazną Gwardią. Gwardziści przedstawiali zamach jako wyraz złej woli Antonescu. Antonescu natomiast zadeklarował, że winę za zamach ponoszą gwardziści, którzy nie zapewnili bezpieczeństwa i zdymisjonował związanych z Gwardią polityków – ministra spraw wewnętrznych i prefekta policji. Odwołani politycy nie uznali decyzji Antonescu, zabarykadowali się w swoich biurach, w mieście wybuchły protesty gwardzistów, a następnie walki pomiędzy oddziałami Gwardii i wojskiem, które było posłuszne Antonescu. 22 stycznia w opanowanych przez gwardzistów regionach Bukaresztu doszło do pogromu Żydów. Oddziały podległe Simie zaczęły podpalać synagogi, mordować ludność cywilną, w tym kobiety i dzieci.
Decydujące znaczenie dla przebiegu puczu miało stanowisko III Rzeszy. Rumunia była wówczas sojusznikiem Niemiec, w kraju stacjonowały oddziały Wehrmachtu. Obie strony zabiegały o poparcie Hitlera. Podczas demonstracji gwardzistów padały okrzyki Heil Hitler! i Niech żyją Niemcy. Antonescu natomiast spotkał się z Hitlerem kilka dni przed puczem. Przywódcy Niemiec byli podzieleni, NSDAP, SS i Gestapo opowiadali się raczej za poparciem Gwardii, Wehrmacht preferował Antonescu. W końcu Adolf Hitler zdecydował się poprzeć Antonescu. Wzbudziło to niezadowolenie niektórych polityków nazistowskich m.in. Josepha Goebbelsa.
W sytuacji, gdy jasne stało się, że Niemcy popierają Antonescu, a rumuńskie wojsko nie zamierza przejść na stronę Gwardii, nie ulegało wątpliwości, że gwardziści przegrali. 23 stycznia 1941 roku Sima wydał rozkaz, w którym wzywał swoich podwładnych do zaprzestania walk. Członkowie Gwardii, w tym przywódca, Horia Sima, zbiegli do III Rzeszy, gdzie zostali internowani i oddani do dyspozycji SS. Antonescu ogłosił się przywódcą Gwardii, nie został jednak uznany przez gwardzistów.

### Na emigracji
W sierpniu 1944, po obaleniu w Rumunii proniemieckiego rządu Antonescu, Niemcy utworzyli w Wiedniu z działaczy Żelaznej Gwardii marionetkowy tzw. „Rumuński Rząd Narodowy”, którego premierem został Horia Sima. W tym samym czasie wielu członków Żelaznej Gwardii wstąpiło do Rumuńskiego Pułku Grenadierów SS. Komunistyczne władze Rumunii całkowicie rozbiły resztki zakonspirowanych struktur Żelaznej Gwardii.
Po II wojnie światowej członkowie ruchu legionowego pozostali w Niemczech Zachodnich lub wyemigrowali do USA. Wielu z tych, którzy pozostali w Rumunii, wstąpiło do Komunistycznej Partii Rumunii z której zostali wykluczeni na skutek weryfikacji członków na początku lat pięćdziesiątych.

## Ideologia

### Nacjonalizm

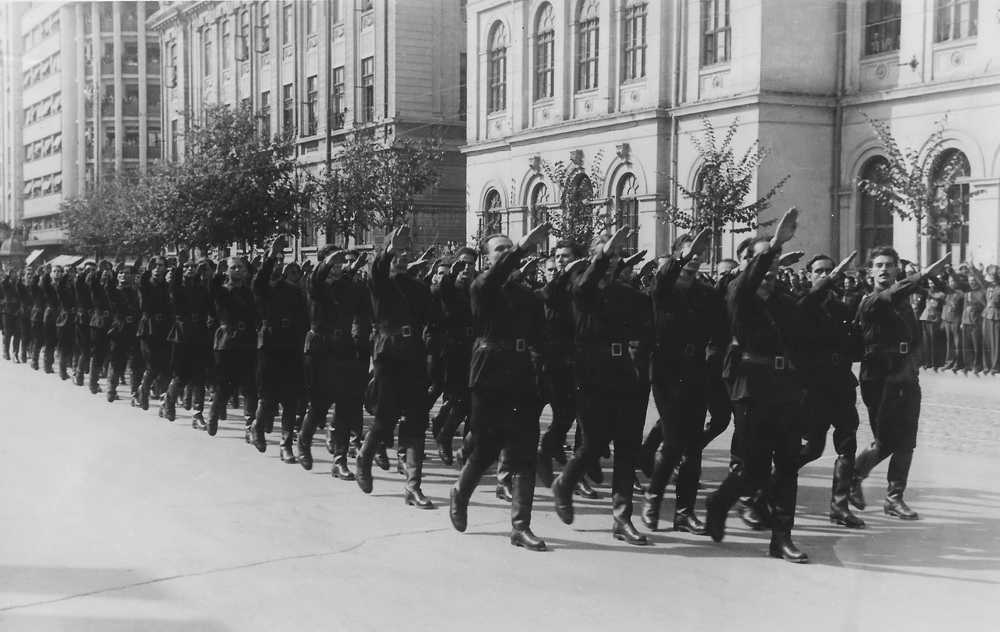
Marsz Żelaznej Gwardii w Bukareszcie w 1940 roku

Ideologia Żelaznej Gwardii była jednym z wariantów nacjonalistycznej idei „krwi i ziemi”, z uwzględnieniem motywu „kości przodków”. Codreanu uważał, że naród to wspólnota żyjących Rumunów, tych, którzy się urodzą i dusz przodków. Tak rozumiany naród musi być chroniony przed jakimikolwiek zewnętrznymi wpływami, wszystkie obce elementy są uważane za śmiertelne zagrożenie dla narodu.

### Antysemityzm
Antysemityzm był konsekwencją skrajnego nacjonalizmu. Ideologia Gwardii podkreślała, że elementy obce narodowi są dla niego niszczące, z tego względu jako formę obrony postulowała przemoc wobec Węgrów, Greków, Turków, Ukraińców i Żydów. W okresie po I wojnie światowej Żydzi byli trzecią największą mniejszością narodową w Rumunii, społeczność żydowska liczyła 767 tys. osób i stanowiła 5% populacji. Członkowie Gwardii walczyli na uniwersytetach o wprowadzenie numerus clausus, postulowali także odebranie obywatelstwa Żydom. Żydzi byli identyfikowani z komunizmem („Kiedy mówię komunista, mówię Żyd” – mawiał Codreanu), a komunizm był postrzegany jako śmiertelne zagrożenie. W latach 30. XX w. ideologia Gwardii ewoluowała od numerus clausus do postulatu numerus nullus, czyli całkowitego odebrania Żydom prawa do edukacji na uczelniach wyższych. Ważnym dokumentem dla ruchu była antysemicka fałszywka Protokoły Mędrców Syjonu, przetłumaczona na rumuński w 1923 roku. Antysemityzm Gwardii miał zabarwienie mistyczne, Żydzi byli postrzegani jako wysłannicy szatana. Antysemityzm przekładał się na praktyczne wskazówki dla życia członków ugrupowania. Członkowie organizacji mieli zakaz jakiegokolwiek kontaktu z Żydami, nie mogli wchodzić do sklepów czy domów żydowskich, ściskać dłoni Żydów.
Pod koniec lat 30. ugrupowanie postulowało „całkowitą eliminację Żydów” poprzez stworzenie obozów pracy przymusowej dla Żydów i inżynierię rasową.

### Kult śmierci

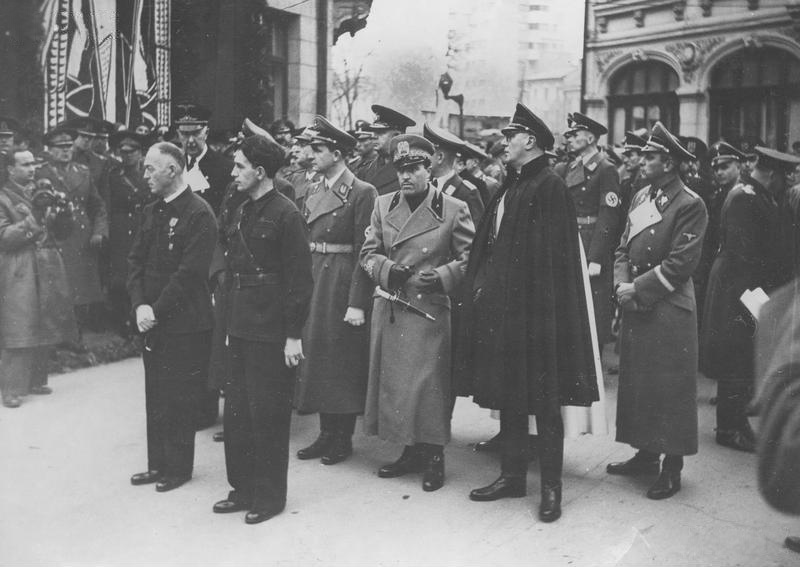
Premier Ion Antonescu (stoi w pierwszym rzędzie, pierwszy od lewej) i stojący obok niego Horia Sima. Za nimi stoją przedstawiciele Trzeciej Rzeszy (1940).

Partyjne rytuały związane były z kultem śmierci. Zebrania partyjne zaczynały się od odczytywania list zmarłych działaczy. Na odczytanie nazwiska zmarłego działacza, tłum odpowiadał okrzykiem obecny! Członkowie Gwardii dokonywali ekshumacji i ponownych pogrzebów poległych towarzyszy. Ziemia „przesiąknięta krwią” zmarłych towarzyszy mieszana była z ziemią z grobów świętych. Doktryna Gwardii nazywana jest faszyzmem rumuńskim, będącym jednym z najbardziej radykalnych gałęzi tej ideologii, wykazującym szczególne zainteresowanie kultem śmierci i antysemityzmem.

### Religia
Kluczową rolę w ideologii odgrywała religia. Codreanu tak określał podstawowe zasady swojego ruchu: wiara w Boga, wiara w naszą misję, miłość do siebie nawzajem oraz pieśni, jako manifestacja naszego stanu ducha. Wielu księży Rumuńskiego Kościoła Prawosławnego i studentów seminariów duchownych należało do Gwardii. W 1937 roku 33 spośród 107 kandydatów ugrupowania w wyborach parlamentarnych było księżmi. Członkowie ruchu uważali, że faszyzm najlepiej wyraża zasady chrześcijaństwa. Charakterystyczna jest wypowiedź jednego z członków ruchu I.P. Prundeniego, który zadeklarował: Bóg jest faszystą!. Zdaniem zwolenników Gwardii organizacja była chrześcijańskim „ruchem odrodzenia moralnego i duchowego”.

## Współczesność
Po upadku komunizmu w 1989 niektóre rumuńskie partie i organizacje skrajnie prawicowe nawiązują do programu Żelaznej Gwardii, m.in. istniejąca w latach 1993–2015 Partia Wszystko dla Ojczyzny (rum. Partidul „Totul Pentru Țară”), Partia Nowej Generacji (rum. Partidul Noua Generație) George’a Becali i neofaszystowska Nowa Prawica (rum. Noua Dreaptă).